# 수남중학교
수남중학교(水南中學校)는 대한민국 경상남도 김해시 율하동에 있는 공립 중학교이다.

## 학교 연혁
- 2013년 8월 9일 : 수남중학교 설립인가
- 2015년 2월 24일 : 수남중학교 공사착공
- 2016년 2월 22일 : 수남중학교 설립준공
- 2016년 3월 1일 : 수남중학교 개교(10학급)
- 2016년 3월 1일 : 박인숙 초대 교장 취임
- 2016년 3월 1일 : 선진형 교과교실제 운영(2016~2022)
- 2017년 3월 2일 : 융합인재교육 연구학교 운영 (2017~2018)
- 2019년 2월 1일 : 제1회 졸업식(졸엽생 10학급 295명)
- 2019년 3월 4일 : 행복한 책읽기 운영학교 운영 (2019~2021)
- 2021년 3월 2일 : 인공지능(AI) 선도학교 운영(2021~2022)
- 2021년 3월 2일 : 학교내 대안교실(꿈키움교실) 운영
- 2023년 2월 10일 : 제5회 졸업식 (11학급 331명, 총 1,598명)
- 2023년 3월 1일 : 제4대 최판철 교장 취임
- 2023년 3월 2일 : 제8회 입학식(신입생 12개 학급 361명)

## 참고 자료
- 수남중학교 - 한국교육학술정보원 학교알리미